# Плата видеозахвата

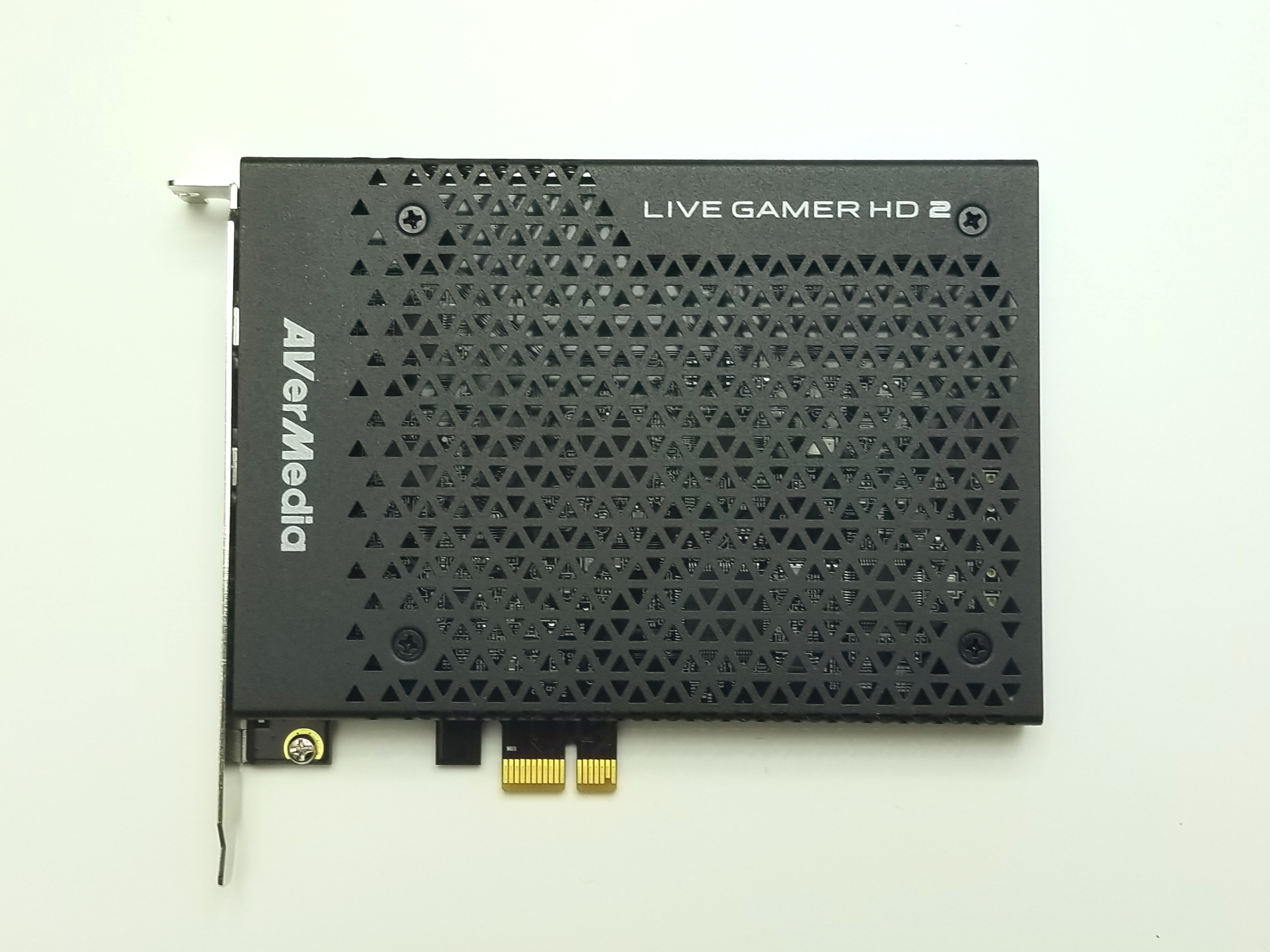
PCI-E плата видеозахвата AverMedia Live Gamer HD 2

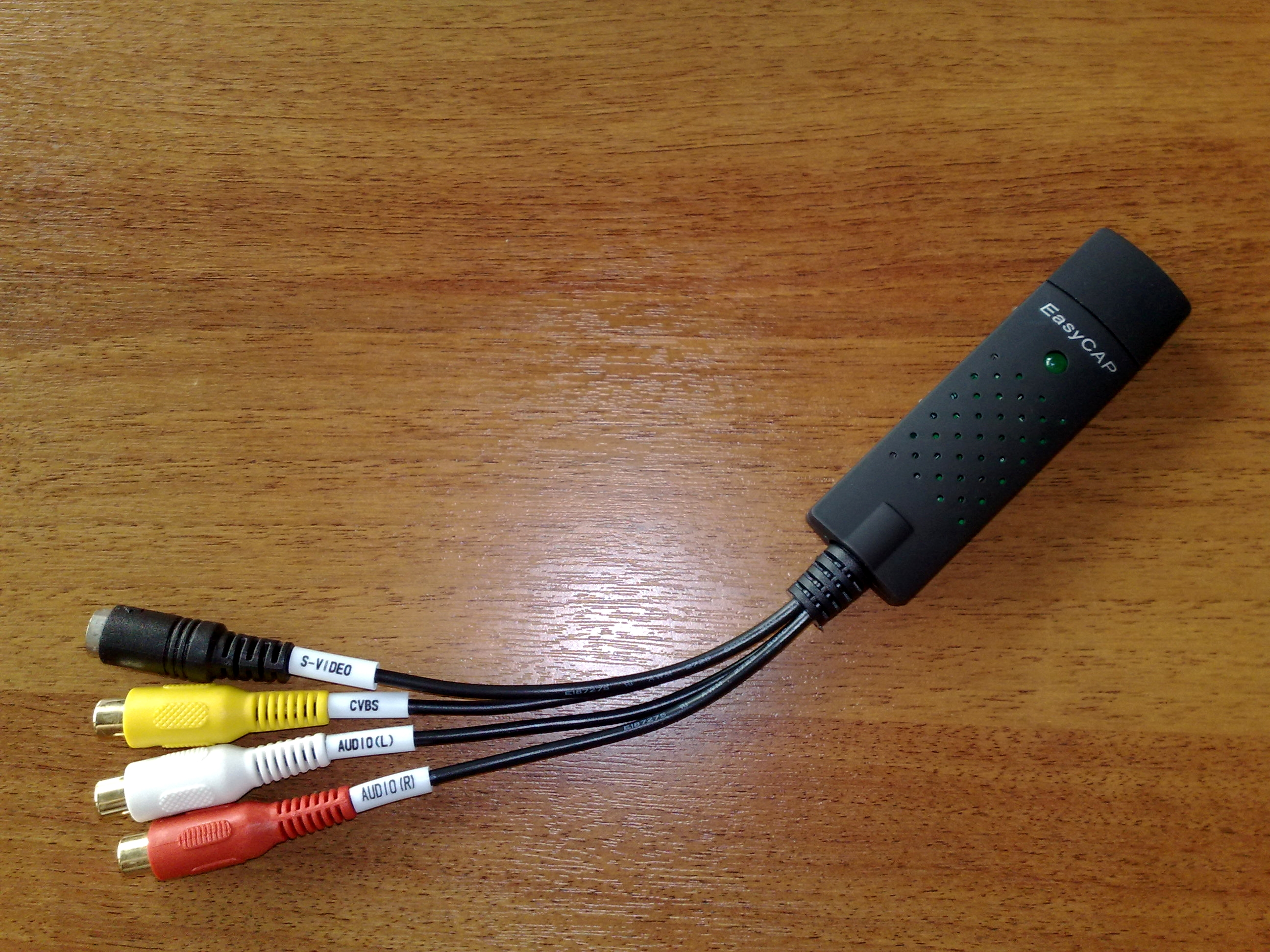
USB-плата видеозахвата EasyCap DC60+ v3.1C

Плата видеозахвата — электронное устройство (карта расширения PCI или PCI-E, либо USB-совместимая плата) для преобразования аналогового видеосигнала в цифровой видеопоток.
Как правило, состоит из одного или нескольких АЦП и может обрабатывать сигнал от одного или нескольких аналоговых источников (видеокамер,  видеомагнитофонов и т. п.).
Наиболее распространены в качестве аппаратной части для систем видеонаблюдения.
Применяемые в системах закрытого кабельного наблюдения (CCTV) карты делятся по принципу обработки видео:
- аппаратные;
- программные.

Аппаратные обладают своими процессорами, позволяющими упаковывать видеопоток по одному из алгоритмов сжатия. 

В программных вариантах упаковку видео производит центральный процессор ПК.
Также платами видеозахвата могут называть ТВ-тюнеры.